# ISO 3166-2:MU
ISO 3166-2:MU — стандарт Международной организации по стандартизации, который определяет геокоды. Является подмножеством стандарта ISO 3166-2, относящимся к Маврикию. Стандарт охватывает 9 округов, 3 зависимые территории и 5 городов Маврикия. Каждый геокод состоит из двух частей: кода Alpha2 по стандарту ISO 3166-1, для Маврикия — MU и дополнительного кода, записанных через дефис. Дополнительный код округов, зависимых территорий, городов образован созвучно названию округа, зависимой территории и города. Геокоды округов, зависимых территорий, городов являются подмножеством кодов домена верхнего уровня — MU, присвоенного Маврикию в соответствии со стандартами ISO 3166-1.

## Геокоды Маврикия
Геокоды 68 местных советов  административно-территориального деления Маврикия.
| Геокод | Административная единица | Статус               |
| ------ | ------------------------ | -------------------- |
| MU-AG  | Агалега                  | зависимая территория |
| MU-BL  | Ривьер-Нуар              | округ                |
| MU-BR  | Роз-Хилл                 | город                |
| MU-CC  | Каргадос-Карахос         | зависимая территория |
| MU-CU  | Кюрпип                   | город                |
| MU-FL  | Флак                     | округ                |
| MU-GP  | Гран-Порт                | округ                |
| MU-MO  | Мока                     | округ                |
| MU-PA  | Памплемус                | округ                |
| MU-PL  | Порт-Луи                 | округ                |
| MU-PU  | Порт-Луи                 | город                |
| MU-PW  | Плен-Вилем               | округ                |
| MU-QB  | Катре-Борне              | город                |
| MU-RO  | Родригес                 | зависимая территория |
| MU-RR  | Ривьер-дю-Рампар         | округ                |
| MU-SA  | Саван                    | округ                |
| MU-VP  | Вакоа-Феникс             | город                |

## Геокоды пограничных Маврикию государств
- Мадагаскар — ISO 3166-2:MG (на западе (морская граница)).